# William Prout
William Prout (Horton, 15 de janeiro de 1785 — Londres, 9 de abril de 1850) foi um médico e químico britânico do século XIX.
Em 1815 formulou a hipótese de Prout, segundo a qual os átomos de todos os elementos eram formados por átomos de hidrógenio.

## Obras
- Prout, William (1825). An Inquiry Into the Nature and Treatment of Diabetes, Calculus, and Other Affections of the Urinary Organs 2 ed. London: Baldwin, Craddock, and Joy
- Prout, William (1834). Chemistry, Meteorology, and the Function of Digestion Considered with Reference to Natural Theology; Bridgewater Treatises, W. Pickering (reissued by Cambridge University Press, 2009; ISBN 9781108000666)
- Prout, William (1816). «Correction of a Mistake in the Essay on the Relation between the Specific Gravities of Bodies in their Gaseous State and the Weights of their Atoms». Annals of Philosophy. 7: 111 – 113
- Prout, William (1849). On the Nature and Treatment of Stomach and Urinary Diseases 3 ed. London: John Churchill
- Prout, William (1815). «On the Relation between the Specific Gravities of Bodies in their Gaseous State and the Weights of their Atoms». Annals of Philosophy. 6: 321 – 330